# توفيق زياد
توفيق أمين زيّاد (7 مايو 1929 - 5 يوليو 1994) شاعر وكاتب وسياسي فلسطيني من مدينة الناصرة، شغل منصب رئاسة بلدية الناصرة حتى وفاته، كما كان عضوا في الكنيست الإسرائيلي لعدّة دورات انتخابية عن الحزب الشيوعي الإسرائيلي راكاح.
توفي بحادث طريق مروع وهو في طريقه لاستقبال ياسر عرفات عائداً إلى أريحا بعد اتفاقيات أوسلو.

## حياته
درس أولاً في الناصرة ثم ذهب إلى موسكو ليدرس الأدب السوفييتي. شارك طيلة السنوات التي عاشها في حياة الفلسطينيين السياسية داخل الأرض المحتلة، وناضل من أجل حقوق شعبه. كان عضواً في الحزب الشيوعي الإسرائيلي، راكاح، وأصبح عضواً في الكنيست الإسرائيلي لأكثر من دورة انتخابية ممثلاً عن حزب راكاح، كما كان لفترة طويلة وإلى يوم وفاته رئيساً لبلدية الناصرة.
إضافة إلى ترجماته من الأدب الروسي وأعمال الشاعر التركي ناظم حكمت، أصدر توفيق زياد عدداً من المجموعات الشعرية من بينها: "أشد على أياديكم (1966)؛ التي تعد علامة بارزة في تاريخ النضال الفلسطيني ضد إسرائيل. تتضمن المجموعة المذكورة عدداً من القصائد التي تدور حول البسالة والمقاومة، وبعض هذه القصائد تحوّلت إلى أغان وأصبحت جزءاً من التراث الحي لأغاني المقاومة الفلسطينية.
لعب توفيق زياد دورًا مهما في إضراب أحداث يوم الأرض الفلسطيني في 30 مارس 1976، حيث تظاهر ألوف من العرب من فلسطيني ال 48 ضد مصادرة الأراضي وتهويد الجليل.
تزوج من نائلة يوسف صباغ وأنجب ولدان: أمين وفارس وبنتان: وهيبة وعبور.

## محاولة اغتياله
ظل توفيق مستهدفا من السلطة الإسرائيلية طيلة حياته، حيث رؤوا فيه واحدا من الرموز الأساسية لصمود الشعب الفلسطيني وتصديه لسياسة الحكومة وممارساتها. عدد الاعتداءات التي تعرض لها بيته، حتى وهو عضو كنيست ورئيس بلدية، لا يحصى. وفي كل يوم اضراب عام للجماهير العربية هاجموا بيته بالذات وعاثوا فيه خرابا واعتدوا على من فيه. قصته في يوم الأرض معروفة فعندما حاولت الحكومة افشال اضراب يوم الأرض 30 اذار 1976 الذي قررته لجنة الدفاع عن الأراضي. لكنه أثبت لهم أن القرار قرار الشعب والشعب أعلن الإضراب ونجح وكان شاملاً، فنظمت السلطة اعتداءاتها وقتلت الشباب الستة وجرحت المئات وهاجمت بيت توفيق زياد، «سمعت الضابط باذني وهو يامر رجاله طوقوا البيت واحرقوه» تقول زوجة توفيق زياد.
يتكرر الاعتداء في إضراب صبرا وشاتيلا 1982 وفي إضراب سنة 1990 وفي إضراب مجزرة الحرم الإبراهيمي 1994 وفي مرات كثيرة أصيب أفراد عائلته وضيوفه بالجراح جراء الاعتداءات. وكانوا ينفذون الاعتداء وهم يبحثون عن توفيق زياد شخصيًّا. حتى في الاضراب 1994 وتوفيق زياد يقود كتلة الجبهة البرلمانية في الجسم المانع الذي بدونه ما كانت لتقوم حكومة رابين، أطلقت الشرطة قنبلة غاز عليه وهو في ساحة الدار.
غير أنَّ أبشع الاعتداءات كان في ايار 1977 قبيل انتخابات الكنيست إذ جرت محاولة اغتياله، ونجا منها بأعجوبة وحتى اليوم لم تكشف الشرطة عن الفاعلين لكن توفيق زياد عرفهم واجتمع بهم وأخبروه عن الخطة وتفاصيلها وكيف نفذوها.[بحاجة لمصدر]

## أعماله الأدبية
لتوفيق زيّاد العديد من الإعمال الأدبية من أشهرها «أشد على أياديكم» المنشورة عام 1966، كما قام بترجمة عدد من الأعمال من الأدب الروسي ومن أعمال الشاعر التركي ناظم حكمت.

### أعماله الشعرية
1. أشدّ على أياديكم (مطبعة الاتحاد، حيفا، 1966 م).
2. أدفنوا موتاكم وانهضوا (دار العودة، بيروت، 1969 م).
3. أغنيات الثورة والغضب (بيروت، 1969 م).
4. أم درمان المنجل والسيف والنغم (دار العودة، بيروت، 1970 م).
5. شيوعيون (دار العودة، بيروت، 1970 م).
6. كلمات مقاتلة (دار الجليل للطباعة والنشر، عكا، 1970 م).
7. عمان في أيلول (مطبعة الاتحاد، حيفا، 1971 م).
8. تَهليلة الموت والشهادة (دار العودة، بيروت، 1972 م).
9. سجناء الحرية وقصائد أخرى ممنوعة (مطبعة الحكيم، الناصرة، 1973 م).
10. السّكر المُر
11. بأسناني
12. سمر في السجن
13. قصيدة «أي شيء يقتل الإصرار»، غناها جورج قرمز.
14. قصيدة «صبراً»، غناها جورج قرمز.
15. قصيدة نيران المجوس( على مهلي)، غنّتها أمل مرقص

كذلك له أعمال شعرية ومسرحية مغناة مثل سرحان والماسورة التي تروي قصة الثائر الفلسطيني سرحان حسين العلي والتي تحولت إلى أوبرالي غنته فرقة أغاني العاشقين.

### أعماله الأخرى
1. عن الأدب الشعبي / دراسة (دار العودة، بيروت، 1970 م).
2. نصراوي في الساحة الحمراء / يوميات (مطبعة النهضة، الناصرة، 1972 م.
3. صور من الأدب الشعبي الفلسطيني / دراسة (المؤسسة العربية للدراسات والنشر، بيروت، 1974 م).
4. حال الدنيا / حكايات فولكلورية (دار الحرية، الناصرة، 1975 م).

## تكريم
أُعطي «وسام القدس للثقافة والفنون والآداب» من منظمة التحرير الفلسطينية. أُقيمت «مؤسسة توفيق زيّاد للثقافة الوطنية والإبداع» لتُعنى بإنتاجه الأدبي. كما أُنشئت جائزة «توفيق زياد الأدبية» تكريماً له.

## وصلات خارجية
- توفيق زياد على موقع ميوزك برينز (الإنجليزية)
- ديوان توفيق زيَاد على موقع الموسوعة العالمية للشعر العربي
- بوابة الشعراء: ديوان توفيق زياد